# 4. nordgrönländischer Landesratswahlkreis
Der 4. nordgrönländische Landesratswahlkreis war von 1911 bis 1951 ein Landesratswahlkreis in Nordgrönland. Der Wahlkreis umfasste den Kolonialdistrikt Christianshaab.

## Vertreter
Folgende Personen vertraten den Wahlkreis:
| Wahlperiode | Landesrat                              | Stellvertreter                 | Anmerkung                              |
| ----------- | -------------------------------------- | ------------------------------ | -------------------------------------- |
| 1911–1916   | Peter Zeeb († 1915) (nicht 1911, 1916) | Isak Banke (1916)              | 1911 kein Vertreter                    |
| 1917–1922   | Johan Samuelsen (nicht 1921)           | Karl Olsvig                    | Wahl von Johan Samuelsen 1917 ungültig |
| 1923–1926   | Julius Petersen                        | Ludvig Olsvig                  |                                        |
| 1927–1932   | Pavia Jensen (nicht 1930, 1931, 1932)  | Karl Olsvig (1930, 1931, 1932) |                                        |
| 1933–1938   | Jonas Petersen                         | ?                              |                                        |
| 1939–1944   | Frederik Jensen                        | John Villadsen                 |                                        |
| 1945–1950   | Frederik Jensen                        | Jonas Petersen                 |                                        |